# La Fille de l'autre
Pour plus de détails, voir Fiche technique et Distribution.
La Fille de l'autre est un téléfilm français réalisé par Harry Cleven, diffusions : le 31 juillet 2011 sur la TSR2 et le 2 août 2011 sur France 3.
Il s'agit d'une adaptation du roman Comme une mère de Karine Reysset, publié en 2008.

## Synopsis
Judith et Emilie ne se connaissent pas. Pourtant, elles vont être liées par le même événement : la naissance de leur enfant.

## Fiche technique
- Scénario : Hélène Delale et Barbara Grinberg, d'après le roman Comme une mère de Karine Reysset
- Son : Daniel Banaszak
- Pays :  France
- Durée : 90 minutes

## Distribution
- Anne Parillaud : Judith
- Virginie Lavalou : Émilie
- Thomas Coumans : Titouan
- Michel Vuillermoz : Alexis
- Françoise Lebrun : Françoise
- Adeline Fleur Baude : La sage-femme
- Gaëlle Fraysse : Inès
- François Godart : Le médecin
- Saverio Maligno : le vendeur de bijoux